# Josh Minott
Joshua Robert Tyler «Josh» Minott (Boca Ratón, Florida, 25 de noviembre de 2002) es un jugador de baloncesto estadounidense, con pasaporte jamaicano, que pertenece a la plantilla de los Boston Celtics de la NBA. Con 2,03 metros de estatura, juega en la posición de alero.

## Trayectoria deportiva

### Instituto
Minott jugó al baloncesto en la escuela Saint Andrew's en Boca Raton, Florida. En su temporada júnior, promedió 17,2 puntos, 7,4 rebotes y 3,3 asistencias por partido, ayudando a su equipo a ganar el campeonato estatal Clase 3A, su primer título estatal. En su último año, Minott promedió 23,1 puntos y 8,3 rebotes por partido, y fue nombrado Jugador del Año Clase 5A-1A del condado de Palm Beach por el periódico Sun-Sentinel.

### Universidad
Jugó una temporada con los Tigers de la Universidad de Memphis, en la que promedió 6,6 puntos y 3,8 rebotes por partido. Al término de la misma fue incluido en el mejor quinteto freshman de la American Athletic Conference. El 24 de marzo de 2022 se declaró elegible para el draft de la NBA mientras mantenía su elegibilidad universitaria. Optó por permanecer en el draft, renunciando a su elegibilidad universitaria restante.

#### Estadísticas
| Año     | Equipo  | PJ | PT | MPP  | %TC  | %3P  | %TL  | RPP | APP | ROB | TPP | PPP |
| ------- | ------- | -- | -- | ---- | ---- | ---- | ---- | --- | --- | --- | --- | --- |
| 2021–22 | Memphis | 33 | 5  | 14.6 | .522 | .143 | .754 | 3.8 | .9  | .8  | .7  | 6.6 |

### Profesional
Fue elegido en la cuadragésimo quinta posición del Draft de la NBA de 2022 por los Charlotte Hornets. Más tarde fue traspasado a los Minnesota Timberwolves, junto con una selección de segunda ronda del draft de 2023 a través de los New York Knicks a cambio de Bryce McGowens, la selección número 40 del draft. El 17 de julio de 2022 firmó un contrato de $6,8 millones por cuatro años con los Timberwolves.
El 1 de julio de 2025 firma con los Boston Celtics por dos años y $5 millones.

## Estadísticas de su carrera en la NBA

### Temporada regular
| Año     | Equipo    | PJ | PT | MPP | %TC  | %3P  | %TL   | RPP | APP | ROB | TPP | PPP |
| ------- | --------- | -- | -- | --- | ---- | ---- | ----- | --- | --- | --- | --- | --- |
| 2022-23 | Minnesota | 15 | 0  | 6.4 | .500 | .333 | 1.000 | 1.7 | .3  | .3  | .4  | 3.1 |
| 2023-24 | Minnesota | 32 | 0  | 2.8 | .472 | .400 | .857  | .5  | .3  | .2  | .2  | 1.6 |
| 2024-25 | Minnesota | 46 | 0  | 6.0 | .489 | .326 | .895  | 1.0 | .4  | .3  | .3  | 2.6 |
| Total   | Total     | 93 | 0  | 5.0 | .488 | .339 | .902  | 1.0 | .3  | .3  | .2  | 2.3 |

### Playoffs
| Año   | Equipo    | PJ | PT | MPP | %TC  | %3P  | %TL | RPP | APP | ROB | TPP | PPP |
| ----- | --------- | -- | -- | --- | ---- | ---- | --- | --- | --- | --- | --- | --- |
| 2023  | Minnesota | 1  | 0  | 6.3 | .000 | .000 | —   | .0  | .0  | 2.0 | 1.0 | .0  |
| 2024  | Minnesota | 5  | 0  | 3.6 | .222 | .400 | —   | 1.0 | .6  | .0  | .0  | 1.2 |
| 2025  | Minnesota | 5  | 0  | 4.6 | .250 | .167 | —   | .0  | .4  | .0  | .2  | 1.0 |
| Total | Total     | 11 | 0  | 4.3 | .222 | .250 | —   | .5  | .5  | .2  | .2  | 1.0 |